# آگوستوس سی. دوج
آگوستوس سی. دوج (به انگلیسی: Augustus Caesar Dodge) سناتور سابق عضو حزب دموکرات ایالات متحده آمریکا بود. وی در سال ۱۸۴۶ تا ۱۸۵۵ میلادی سناتور ایالت آیووا در سنای ایالات متحده آمریکا بود.